# Matilde Cid
Matilde Maria Zagallo Pacheco Cid (Lisboa, 10 de setembro de 1983), mais conhecida por Matilde Cid, é uma cantora e fadista portuguesa.

## Biografia
Matilde Cid, nasce em Lisboa no Hospital Particular, freguesia de São Sebastião da Pedreira. Viveu os seus primeiros anos em Mafra, mais tarde a família mudou-se para Estremoz. Em 1992, foi com a sua família viver para Macau, onde permaneceram por 6 anos. É filha do mestre de Equitação José António Balula Cid, e sobrinha do pianista João Balula Cid. Começou a cantar fado em Estremoz, no Até jazz Café, propriedade de Luís Câmara Pereira. Foi nos anos de faculdade, em Évora que foi convidada para ser fadista residente da casa de fado Bota Alta.
Em 2008 muda-se para Lisboa e integra o elenco da "Casa da Mariquinhas", propriedade de Maria João Quadros. Em Novembro de 2014, João Braga convidou-a para participar no seu concerto no Teatro São Luiz, onde a apresentou como uma das novas vozes do fado a não perder de vista. Em 2016 realiza o seu primeiro concerto a solo, no Pequeno Auditório do CCB — Centro Cultural de Belém.
Em 2016 é convidada a integrar o elenco do musical de fado "Once in fado", que se realizou no Village Underground de Londres.
Em 2019 edita o seu primeiro álbum Puro, produzido por Diogo Clemente, editado pelo Museu do Fado e nomeado na categoria de melhor Álbum de Fado dos prémios PLAY.
Em 2023 edita o seu segundo álbum, Desassossego tendo vários artistas como convidados, nomeadamente Fred Martins no tema Poema Velho, Martin Sued que produz o tema Espera com letra de Matilde Cid e música de Manuel Ferreira e por fim, a violinista Malú Garcia que participa no tema "Vem", tema composto na íntegra pela fadista.[carece de fontes?]

## Discografia
- Puro (2019)
- Desassossego (2023)